# Club Atlético Riachuelo
El Club Atlético Riachuelo es una entidad deportiva de Argentina con sede en la ciudad de La Rioja, de la provincia homónima. El club se encuentra afiliado a la Confederación Argentina de Básquetbol y a la Asociación de Clubes de Básquetbol y participa tanto en la Liga Nacional de Básquet como en la Liga Femenina de Básquetbol. 

## Historia
El Club Riachuelo fue fundado el 7 de diciembre del año 1944 por un grupo de vecinos, teniendo su sede histórica en la calle Joaquín Víctor González y pasaje Mamerto, cercana al río Tajamar de la ciudad capital de La Rioja. Su primera disciplina fue el fútbol para luego, con el correr de los años, adoptar al básquet como su actividad principal.
El club transitó por distintas categorías del básquet argentino, desde la Liga B local hasta la Primera División de la Asociación Riojana; para luego dar el salto al Torneo Pre-Federal, el Federal (tercera división nacional) en 2019, el Torneo Argentino (segunda división) en 2020, para finalmente acceder a la Liga Nacional de Básquet en 2021 tras adquirir la plaza de Libertad de Sunchales gracias a un fuerte respaldo económico del gobierno de La Rioja.
Se encargó de abrir la temporada 2021-22 enfrentado al vigente campeón, San Lorenzo de Almagro, cayendo por 78 a 86 en el Superdomo de La Rioja.En esta primera campaña contó con la dirección técnica de Fabricio Salas y jugadores experimentados como Martín Leiva, el exInstituto Pablo Espinoza y Eric Flor. Con este plantel finalizó en undécimo lugar en la fase regular, por lo que accedió a la reclasificación, donde cayó ante Regatas de Corrientes 2-1 en una serie al mejor de tres partidos que contó con incidentes en el partido jugado en Corrientes.
En la temporada siguiente, el club atravesó dos cambios de entrenador (Salas fue reemplazado por Daniel Farabello, quien a su vez fue reemplazado por Sebastián González)y tras un comienzo desfavorable, en donde ganaron 4 partidos sobre 12 jugados, ubicándose en la 16ª posición, lograron repuntar, finalizando la fase regular nuevamente en undécimo lugar, accediendo a la reclasificación donde vencieron a Ciclista Olímpico de La Banda para finalmente caer ante Instituto de Córdoba en cuartos de final.El desempeño en la Liga le valió ser invitado a un torneo de exhibición en China, del cual participaron varios equipos de la primera división del baloncesto chino, Estados Unidos y Europa. Allí finalizó en el tercer lugar tras derrotar, entre otros, al combinado de Estados Unidos.

## Plantilla actual

### Mercado de Invierno
| Siguen de la temporada 2023-24 | Siguen de la temporada 2023-24 |
| Jugador                        | Posición                       |
| ------------------------------ | ------------------------------ |
| Valentín Forestier             | Alero                          |
| Federico Aguerre               | Ala-pívot                      |

| Altas                     | Altas     | Altas                   |
| Jugador                   | Posición  | Procedencia             |
| ------------------------- | --------- | ----------------------- |
| Diego Figueredo           | Base      | Titanes de Barranquilla |
| Joaquín Fernandez Álvarez | Base      | Colón de Santa Fe       |
| Nathan Priddy             | Escolta   | Gaiteros del Zulia      |
| Juan Pablo Corbalán       | Escolta   | Platense                |
| Xavier Carreras           | Alero     | Regatas de Corrientes   |
| Reginald Buckner          | Ala-pívot | Santos de San Luis      |
| Marco Luchi               | Pívot     | Ferro Carril Oeste      |

| Bajas                 | Bajas     | Bajas                   |
| Jugador               | Posición  | Destino                 |
| --------------------- | --------- | ----------------------- |
| Nicolás de los Santos | Base      | Héroes de Falcón        |
| Mateo Beigier         | Base      | Club Villa Mitre        |
| Andrés Ibargüen       | Ala-pívot | Caribbean Storm Islands |

## Competencia femenina
El club hizo su debut en la temporada 2022 de la Liga Femenina de Básquetbol, la máxima categoría nacional del baloncesto femenino argentino. En su primera participación quedaron eliminadas por Quimsa en la primera ronda de Playoffs, tras acumular un récord de cuatro victorias y cinco derrotas en la fase regular.Ese año también participaron de la Liga Federal, llegando a la segunda fase donde fueron eliminadas por San Lorenzo de Tostado.
En la temporada siguiente el equipo finalizó en quinto y anteúltimo puesto en su conferencia para luego caer ante Ciclista Olímpico en la reclasificación, no alcanzando así los play-offs.En el torneo apertura de la Liga Femenina de Básquetbol 2024-25 alcanzó el podio de la competencia tras lograr el primer puesto en su zona en la fase regular, caer en las semifinales ante Ferro y vencer a Gorriones (Rio IV) en el partido por el tercer puesto 71 a 46.

## Instalaciones
El club actúa como local en el Superdomo de La Rioja, un estadio con capacidad para 11.000 personas ubicado a unos 10 minutos del centro de la capital provincial, inaugurado el 23 de julio de 2016.